# النعمان بن أبي خزمة
النعمان بن أبي خزمة بن النعمان بن أبي حذيفة الأوسي الأنصاري وقيل النعمان بن أبي خذمة صحابي جليل من قبيلة الأوس من الأنصار شهد مع النبي محمد ﷺ غزوة بدر وغزوة أحد.